# Championnat du Japon de football 1974
Le Championnat du Japon de football 1974 est la dixième édition de la Japan Soccer League.

## Classement de la première division
| Pos | Club              | Pts | J  | G  | N | D  | Bp | Bc | Diff | Note                               |
| --- | ----------------- | --- | -- | -- | - | -- | -- | -- | ---- | ---------------------------------- |
| 1   | Yanmar Diesel     | 25  | 18 | 10 | 5 | 3  | 47 | 24 | ＋23 | Champion                           |
| 2   | Mitsubishi Motors | 25  | 18 | 11 | 3 | 4  | 37 | 18 | ＋19 |                                    |
| 3   | Hitachi           | 19  | 18 | 7  | 5 | 6  | 33 | 22 | ＋11 |                                    |
| 4   | Furukawa Electric | 19  | 18 | 7  | 5 | 6  | 25 | 24 | ＋1  |                                    |
| 5   | New Nippon Steel  | 19  | 18 | 8  | 3 | 7  | 24 | 25 | －1  |                                    |
| 6   | Toyo Industries   | 18  | 18 | 6  | 6 | 6  | 20 | 25 | －5  |                                    |
| 7   | Nippon Kokan      | 17  | 18 | 6  | 5 | 7  | 24 | 28 | －4  |                                    |
| 8   | Towa Real Estate  | 16  | 18 | 5  | 6 | 7  | 25 | 30 | －15 |                                    |
| 9   | Eidai Industries  | 14  | 18 | 4  | 6 | 8  | 19 | 30 | －11 | Barrage promotion-relégation D1/D2 |
| 10  | Toyota Motors     | 8   | 18 | 3  | 2 | 13 | 8  | 36 | －28 | Barrage promotion-relégation D1/D2 |

## Barrage promotion D1/D2
| JSL Division 1   | Aller | Retour | JSL Division 2 |
| ---------------- | ----- | ------ | -------------- |
| Eidai Industries | 3-2   | 3-1    | Fujitsu        |
| Toyota Motors    | 1-0   | 3-2    | Yomiuri S.C.   |

Eidai Industries et Toyota Motors se maintiennent en D1. Aucune relégation. 

## Classement des buteurs
| Joueur             | Nombre de buts |
| ------------------ | -------------- |
| Kunishige Kamamoto | 21             |
| Akira Matsunaga    | 17             |

## Classement de la deuxième division
| Pos | Club                   | Pts | J  | G  | N | D  | Bp | Bc | Diff | Note                                       |
| --- | ---------------------- | --- | -- | -- | - | -- | -- | -- | ---- | ------------------------------------------ |
| 1   | Yomiuri S.C.           | 26  | 18 | 11 | 4 | 3  | 46 | 20 | ＋26 | Barrage promotion-relégation D1/D2         |
| 2   | Fujitsu                | 22  | 18 | 9  | 4 | 5  | 32 | 19 | ＋13 | Barrage promotion-relégation D1/D2         |
| 3   | Kyoto Shiko Club       | 22  | 18 | 9  | 4 | 5  | 27 | 20 | ＋7  |                                            |
| 4   | NTT Kansai             | 20  | 18 | 8  | 4 | 6  | 30 | 24 | ＋6  |                                            |
| 5   | Kofu Club              | 20  | 18 | 8  | 4 | 6  | 29 | 24 | ＋5  |                                            |
| 6   | Teijin S.C. Matsuyama  | 19  | 18 | 7  | 5 | 6  | 29 | 33 | －4  |                                            |
| 7   | Dainichi Nippon Densen | 17  | 18 | 7  | 3 | 8  | 32 | 27 | －5  |                                            |
| 8   | Tanabe Pharmaceuticals | 16  | 18 | 7  | 2 | 9  | 33 | 31 | ＋2  |                                            |
| 9   | Sumitomo               | 12  | 18 | 4  | 4 | 10 | 23 | 48 | －25 | Barrage promotion-relégation D2/Senior Cup |
| 10  | Hitachi Ibaraki        | 6   | 18 | 1  | 4 | 13 | 10 | 43 | －33 | Barrage promotion-relégation D2/Senior Cup |

## Barrage promotion-relégation D2/Senior Cup
| JSL 2           | Aller | Retour | Senior Cup                                          |
| --------------- | ----- | ------ | --------------------------------------------------- |
| Sumitomo        | 2-1   | 3-2    | Yanmar Club (Yanmar B) (Finaliste de la Senior Cup) |
| Hitachi Ibaraki | 1-1   | 0-2    | Honda (Vainqueur de la Senior Cup)                  |

Honda est promu en D2, Hitachi Ibaraki est relégué.